# 부산초등학교
부산초등학교는 대한민국 전라남도 장흥군 부산면 구룡리에 있는 공립 초등학교이다.

## 학교 연혁
- 1929년 10월 22일 부산공립보통학교(4년제) 개교(설립인가 10월 4일)
- 1938년 4월 1일 부산공립심상소학교로 개칭[1]
- 1941년 4월 1일 부산공립국민학교(6년제)로 개칭[2]
- 1950년 4월 1일 부산국민학교 개명
- 1996년 3월 1일 부산초등학교로 개칭[3]
- 1996년 3월 1일 금자분교장 병합
- 2019년 3월 1일 제20대 신봉휴 교장 취임
- 2020년 2월 14일 제88회 졸업(총 4,729명 졸업)

## 학교 상징
- 우리 학교 꽃 - 꽃치자 : 깨끗한 마음, 선비정신의 계승, 헌신과 노력
- 우리 학교 나무 - 향나무 : 강인한 의지, 꿋꿋이 자라라는 정신, 봉사하는 마음
- 우리 학교 색 - 녹색 : 온화한 심성, 청결하고 고귀한 기상, 맑은 품성 푸른 꿈

## 참고 자료
- 부산초등학교 - 한국교육학술정보원 학교알리미